# Mes 60 meilleures parties
Mes 60 meilleures parties est un livre d'échecs écrit par Bobby Fischer entre 1967 et 1969, avant le Championnat du monde d'échecs 1972 qu'il a remporté, et qui a souvent été qualifié de « match du siècle ». Certains ont suggéré que ce pourrait être « le meilleur livre d'échecs jamais écrit »,. Il combine qualité des parties, explications profondes et impact durable.

## Qualité des parties
Fischer a sélectionné ce qu'il estime être ses 60 plus belles parties jouées en tournoi — à part une partie amicale contre Reuben Fine (n° 44) et une partie simultanée (n° 50) — entre 1957 et 1967. Fischer inclut trois défaites (Fischer–Tal, Bled-Zagreb-Belgrade (Candidats), 1959 ; Fischer–Geller, Skopje, 1967 et Spassky-Fischer, Mar del Plata, 1960), et omet même la stupéfiante « Partie du siècle » jouée alors qu'il n'avait que 13 ans. Le cours de 59 parties — la base de données omet la partie n° 5 (Fischer-Rossetto, Mar del Plata, 1959) — peut être visualisé dans une base de données Lichess (ces 59 parties ne figurent pas dans le même ordre que dans le livre).

## Explications profondes
Les parties sont annotées sous forme de variantes par Fischer lui-même, qui indique ce qu'il avait en tête, et comprennent toutes une introduction verbale donnant vie au monde des échecs rédigée par un autre grand-maître, Larry Evans. Selon les connaisseurs, ce recueil se distingue par la profondeur et la clarté des ses analyses. Fischer expose les considérations stratégiques, les tactiques et parfois les erreurs qui surviennent sous la pression des tournois. Il analyse également le raisonnement de ses adversaires.
Fischer va directement aux grandes lignes, qu'il expose par de longues listes de coups sans aucune explication sur les idées sous-jacentes (un peu comme un programme d'échecs). De ce fait, le livre est trop profond pour les joueurs qui n'ont pas un niveau avancé.

## Impact sur le public
Le livre a contribué à humaniser le champion et à montrer son dévouement et sa passion pour les échecs.
Fischer révèle à travers ses commentaires une image de lui-même bien différente de celle véhiculée par ses excentricités et ses caprices. Il mérite d'être loué pour son respect de l’adversaire — Fischer ne cache aucunement son admiration pour quelques-uns de ses opposants — et son respect du lecteur : alors que la publication était initialement prévue pour 1967, Fischer a retardé la parution afin de ne pas révéler tous ses secrets d'une part, mais aussi par perfectionnisme. 
De fait, ce ne sont pas des parties annotées à chaud, mais des parties analysées avec du recul. Ses commentaires sont d'une rare objectivité et franchise. Fischer se montre, dans ses analyses de parties, d'une sévérité extrême envers les insuffisances de son jeu, qu'il cherche à améliorer, ne pouvant se contenter d'une partie nulle.
Par ailleurs, on trouve une grande proportion de parties d’attaque, ce qui a conduit de nombreux lecteurs à croire que Fischer était un tacticien, alors que les parties sélectionnées montrent un style de jeu universel : il maîtrisait aussi bien les finales techniques que les combinaisons brillantes et les stratégies positionnelles.

## Édition chez Batsford controversée
En 1995, l'éditeur britannique Batsford publie une nouvelle édition de My 60 Memorable Games, convertissant la notation descriptive en notation algébrique. Lors d'une conférence de presse en 1996, Fischer dénonce cette édition, reprochant à Batsford d'avoir modifié son œuvre sans autorisation ni rémunération. Batsford affirme avoir légalement acquis les droits et corrigé des ambiguïtés, mais il s'avère qu'ils ont introduit des erreurs et effectué plus de 570 modifications textuelles, supprimant ou ajoutant du contenu sans justification. Critiqué par des experts comme Edward Winter et Hans Ree, Batsford réédite en 2008 une version respectant davantage le texte original, bien que plusieurs erreurs typographiques et erreurs de notation soient également corrigées.

## CanularMy 61 Memorable Games
En décembre 2007, des exemplaires d'une édition  soi-disant mise à jour intitulée « My 61 Memorable Games » ont été mis en vente sur eBay. L'ouvrage contenait une nouvelle préface prétendument écrite par Fischer, mais il s'agissait d'un canular. La vente a été rapidement fermée par eBay.

## Éditions
- Versions en anglais : publication originelle en 1969 en notation descriptive par Simon & Schuster aux États-Unis puis publication par Faber and Faber au Royaume-Uni en 1972, suivie de deux éditions par Batsford (en) en notation algébrique (1995 et 2008) :
  - édition de 1995, gravement condamnée par Fischer pour ses erreurs multiples et ses centaines de modifications non autorisées  (ISBN 978-0713-47812-9) ;
  - dernière édition en octobre 2008, neuf mois après la mort de Fischer  (ISBN 978-1906-38830-0).
- Versions françaises (traduction de l'américain par Parviz Abolgassemi) : Éd. Stock, 1972 ; Éd. Garnier, 1982  (ISBN 978-2737-00121-5) ; Éd. Éditéchecs, révisée et préfacée par Chantal Chaudé de Silans, 1995  (ISBN 978-2950-85870-2).